# Abraxas conspurcata
Abraxas conspurcata là một loài bướm đêm trong họ Geometridae.